# Rosa Bacigalupo Carrea
Rosa Bacigalupo Carrea (Genova, dicembre 1794? – 1854) è stata una pittrice italiana.

## Biografia
Rosa Bacigalupo (o Bacigalupi) Carrea, vissuta nell'Ottocento, fu una pittrice della generazione neoclassica già sensibile agli influssi romantici. Generalmente, si ritiene che sia nata a Genova nel 1794, in quanto Federico Alizeri asserisce che alla morte, nel 1854, la pittrice avesse circa sessant'anni. Ciò nonostante, Antonio Cappellini e Fulvio Cervini hanno proposto di retrodatare la sua nascita, anche sulla base di un censimento napoleonico del 1808, che la indicava come diciottenne. Recentemente, Orazio Barbi ha sostenuto tale ipotesi, sulla base di una ricerca condotta sul ritratto del Venerabile Felice da Marola, opera autografa datata al 1805, considerata dallo studioso presumibilmente la prima tela realizzata autonomamente da Rosa Bacigalupo. Ques'ultima risentì l'influenza del padre, Giuseppe Bacigalupo, pittore affermato nell'ambiente aristocratico e dell'alta borghesia genovese. La giovane fu prima sua allieva,  poi collaboratrice nel portare a compimento lavori del padre quando questi venne colpito da una progressiva cecità, e fu anche sua biografa, scrivendo il Saggio sulla vita e le opere di Giuseppe Bacigalupo pittore paesista, pubblicato nel 1827.
Accademica di merito della Ligustica dal 1817, per la presentazione dell'opera Amore e Psiche, predilisse i temi mitologici ed i ritratti, dedicandosi anche a numerose opere d'ispirazione religiosa, di impianto tradizionale, in gran parte disperse, di cui restano varie testimonianze: Ecce Homo, Genova, Cattedrale di San Lorenzo; Presentazione di Maria al Tempio, Genova Sampierdarena, Suore della Presentazione di Maria Vergine; Pietà, Incoronazione di spine e affreschi, Genova Voltri, Chiesa di Sant’Ambrogio. 
Di particolare rilievo fu la sua attività di ritrattista: nel museo dell'Accademia Ligustica a Genova sono conservati il Ritratto dello scultore Bartolomeo Carrea, con cui fu sposata, e un Autoritratto.  I ritratti dell'architetto Carlo Barabino, di Andrea De Marchi, di Maria Francesca De Marchi, di Luigia De Marchi si trovano presso la Galleria d'Arte Moderna a Genova Nervi.
Altre opere sono andate disperse, fra queste i Ritratti di Vittorio Emanuele I e dell’Abate Berio, che si trovava presso la Biblioteca Berio. Ugualmente disperse risultano le 14 tele dipinte per la regina Maria Teresa di Savoia e collocate in origine a Palazzo Tursi. L'artista ebbe per allievi Francesco Gandolfi e Teresa Durazzo Doria.